# Maleficent
Maleficent, conosciuto in Italia anche col titolo Maleficent - Il segreto della bella addormentata, è un film del 2014 diretto da Robert Stromberg, al debutto da regista.
Il film è il remake/spin-off in live action del classico Disney La bella addormentata nel bosco del 1959 e vede come protagonista Angelina Jolie, qui anche produttrice esecutiva della pellicola, che veste i panni della celebre Malefica, la fata cattiva del mondo Disney.

## Trama
Nel XIV secolo, Malefica è una bellissima e giovane creatura fatata dalle grandi ali, che vive in un regno pacifico costituito da una rigogliosa brughiera, in compagnia di creature fantastiche. Il regno è da anni in conflitto con quello degli umani distante poche miglia. Un giorno giunge un giovane contadino di nome Stefano. I due prima sono diffidenti l’uno verso l’altro ma poi nasce una tenera amicizia che, col passare degli anni, si trasforma in un grande amore, suggellato da un bacio al sedicesimo compleanno di Malefica. Stefano, tuttavia, sparisce per diversi anni e fa carriera nel vicino castello di re Enrico come dignitario di corte.
Nel frattempo, la vita idilliaca di Malefica, divenuta la più potente delle streghe, viene interrotta dall'attacco di un esercito guidato proprio da re Enrico, il quale si rivela essere un sovrano avido e spietato che vuole conquistare i territori della Brughiera. Malefica, aiutata dalle creature del bosco, combatte strenuamente sconfiggendo l'armata del re e riuscendo a salvare la foresta. Tornato al castello, il vecchio re Enrico promette ai suoi dignitari, fra i quali c'è anche Stefano, di cedere il trono a colui che ucciderà Malefica. L'ambizioso Stefano, sapendo di poter facilmente portare a termine il compito in quanto un tempo amato dalla strega, decide di tentare l'impresa inoltrandosi nella brughiera. Con la scusa di avvertire Malefica del perfido piano di re Enrico e di voler riallacciare i rapporti con lei, Stefano riesce a riconquistare la fiducia della donna, che trascorre la notte col suo amato addormentandosi fra le sue braccia. In realtà Stefano aveva sedato Malefica con un sonnifero per ucciderla a tradimento ma, incapace di colpirla a morte, decide di privarla delle maestose ali, portandole ad Enrico come prova della sua impresa. La mattina seguente, Malefica si accorge inorridita che le sue ali le sono state rubate: quando scopre che a compiere il crudele gesto è stato Stefano, di cui si era fidata, la fata, straziata dallo sconforto e dal tradimento, urla a gran voce. Re Enrico, grato, concede a Stefano la mano della sua unica figlia, la Principessa Leila.
Deceduto l'anziano sovrano, Stefano viene nominato nuovo re mentre una furiosa Malefica, devastata dal dolore, brama la sua vendetta divenendo una malvagia strega e regina incontrastata della brughiera. Erige quindi una barriera di rovi con la sua potente magia per separare la Brughiera dal regno di Stefano e impedire qualsiasi contatto fra le creature fatate e gli umani. Intanto nasce la piccola e graziosa Aurora, figlia di Re Stefano e della Regina Leila. Malefica viene a saperlo grazie a una ricognizione fatta da Fosco, il corvo che lei ha salvato da un cacciatore; si presenta quindi alla cerimonia del battesimo e, per vendicarsi, scaglia una maledizione contro l'innocente Aurora: il giorno del suo sedicesimo compleanno si sarebbe punta il dito col fuso di un arcolaio e sarebbe caduta in un sonno eterno simile alla morte. A nulla servono le suppliche di Stefano, che implora in ginocchio Malefica di ritirare la sua maledizione. La strega decide però di concedere una possibilità all'innocente creatura: solo il bacio del vero amore potrà svegliarla. In realtà Malefica, come Stefano, crede fermamente che il vero amore non esista e che la principessa sia spacciata comunque. Re Stefano ordina che tutti gli arcolai del regno vengano sequestrati e bruciati, e dà il compito a tre fatine buone ma pasticcione, Giuggiola, Fiorina e Verdelia, di crescere la principessina in una casetta in un bosco per i successivi 16 anni e un giorno.
Con gli anni, l'ossessione di re Stefano di uccidere Malefica aumenta a dismisura, tanto da farlo diventare pazzo e tormentare i suoi uomini in una lotta senza riposo contro di lei. Le tre fatine, intanto, assolvono al compito affidato loro in maniera totalmente inadeguata e costringono Malefica a controllarle e a rimediare alle mancanze delle fate. Pian piano si affeziona in maniera sempre più profonda alla bambina, rimanendo però nell'ombra. Un giorno Aurora si reca nel bosco per trovare Malefica e le dichiara di conoscerla e sapere che lei è la sua fata madrina. Malefica non le rivela la verità e col tempo inizia a ricambiare sempre di più l'affetto di Aurora, al punto da tentare di cancellare la maledizione che aveva lanciato, senza però riuscirvi perché, come sancito da lei stessa, nessun potere terreno avrebbe potuto disfare il suo incantesimo. Nel frattempo, re Stefano, ormai folle per la paranoia, si siede nel suo castello a parlare con le ali mozzate di Malefica, rifiutando persino di vedere la sua consorte, la Regina Leila, sul letto di morte.
Arriva dunque la vigilia del sedicesimo compleanno di Aurora. Quando la ragazza racconta alle tre fatine di voler andare a vivere nella Brughiera con Malefica, le raccontano tutta la verità. Sconvolta e delusa, Aurora ripudia Malefica e si dirige al castello di Stefano. Questi ordina di rinchiudere la principessa in una stanza poiché manca solo un giorno all'avverarsi della maledizione. Malefica vuole rimediare al suo errore e decide di salvarla dal sortilegio: su consiglio di Fosco conduce Filippo, un giovane principe che Aurora aveva conosciuto nella foresta qualche giorno prima, al castello di Stefano affinché baci la ragazza, nella speranza che sia lui il vero amore. La ragazza si punge il dito con il fuso di un arcolaio sorto magicamente dai resti di quelli bruciati anni prima da Stefano, sprofondando immediatamente in un sonno profondo. Filippo la raggiunge e la bacia sulle labbra, ma lei non si sveglia. Malefica, che ha assistito alla scena, straziata dal dolore per aver perso la giovane, diventata per lei come una figlia a tutti gli effetti, esprime il suo pentimento ad Aurora e, dopo averle promesso di proteggerla e di ricordarla per sempre, la bacia sulla fronte. Aurora miracolosamente si risveglia.
Nel frattempo, re Stefano viene informato del fatto che Malefica si è infiltrata nel castello e si avventa subito su di lei con i suoi soldati per ucciderla. Malefica trasforma Fosco in un drago che, sputando fuoco, getta lo scompiglio nella fila dei soldati. Mentre questi affrontano la creatura, Malefica combatte con Stefano il quale si avvale di armi di ferro, l'unico materiale in grado di arrecar danno a una strega. Malefica, indebolita, sta per soccombere ma Aurora trova e libera le ali che subito volano a unirsi alla loro padrona. Malefica può così di nuovo volare trascinando Stefano fuori dal castello. I due finiscono su una torre dove Malefica, avuto il sopravvento, si accinge a strozzare il re, ma poi decide di risparmiarlo dicendogli che è finita. Lui però l'attacca a tradimento alle spalle e i due cadono giù dalla torre avvinghiati. Malefica frena la caduta, mentre Stefano perde la presa, schiantandosi al suolo e morendo sul colpo. Malefica si ferma accanto a lui guardandolo con tristezza. Dopo aver aspettato l'alba, lascia il castello e abbatte la barriera che divideva i regni.
La strega fa poi rifiorire la brughiera e dichiara di fronte alle creature del bosco che Aurora è la loro nuova regina, incoronandola. La voce narrante di Aurora chiude il racconto dicendo che il suo regno era stato riunito non da un eroe o da un cattivo ma da una creatura, Malefica, insieme malvagia ed eroina.

## Personaggi
- Malefica: Interpretata da Angelina Jolie e doppiata in Italiano da Claudia Catani.[1] È una bellissima strega protettrice della brughiera e protagonista del film. Un tempo era una fata buona e felice, ma dopo il tradimento di Stefano, che amava, diventa spietata e crudele e, per vendicarsi del torto subìto, lancia una maledizione su Aurora. Tuttavia, con il tempo la dolcezza e la bontà di Aurora fanno breccia nel suo cuore e la fanno tornare quella di prima. Alla fine, dopo la sconfitta di Stefano, Malefica incorona Aurora regina della brughiera.[2][3]
- Aurora: Interpretata da Elle Fanning e doppiata in Italiano da Margherita De Risi.[4] È la figlia di Re Stefano e coprotagonista del film. A causa del tradimento del padre, viene maledetta alla nascita da Malefica e destinata a pungersi con un arcolaio e cadere in un sonno perenne. Per questo viene affidata alle fate, ma, nel corso della sua crescita, viene in segreto allevata da Malefica, che arriva a considerarla e ad amarla come una figlia, venendo infine salvata dal materno bacio sulla fronte di Malefica. Poi lei la aiuterà dalla pazzia del padre restituendole le ali. Alla fine delle vicende, viene incoronata da Malefica regina della brughiera.[5][6]
- Re Stefano: Interpretato da Sharlto Copley e doppiato in Italiano da Loris Loddi.[7] È il padre di Aurora e antagonista principale del film. All'inizio è un giovane contadino onesto e gentile, ma in seguito però diventa un uomo opportunista e ambizioso al punto da tradire Malefica, che sinceramente lo ama, e rubarle le ali per essere infine incoronato Re. A causa di questo suo gesto viene lanciata la maledizione su sua figlia, l'innocente Aurora, per questo sentendosi offeso e umiliato, diventa sempre più crudele e desideroso di vendetta verso la fata, fino a diventare pazzo. Alla fine muore nell'ultimo tentativo di uccidere Malefica nonostante lo avesse risparmiato.[8][9]
- Giuggiola, Fiorina e Verdelia: Interpretate rispettivamente da Imelda Staunton, Juno Temple, Lesley Manville e doppiate in Italiano da Lorenza Biella, Micaela Incitti, Roberta Gasparetti.[10][11] Sono tre fate pasticcione a cui viene affidato il compito di allevare Aurora nei 16 anni antecedenti al compiersi della maledizione.[12]
- Fosco: Interpretato da Sam Riley e doppiato in Italiano da Simone Crisari.[10] È un corvo trasformato in umano da Malefica, dopo che lo ha salvato da un contadino che lo aveva catturato. Per questo diventa il suo servitore, venendo continuamente trasformato in qualsiasi animale serva a Malefica. È molto fedele e devoto alla sua padrona e anche lui col tempo si affeziona ad Aurora.[13]
- Filippo: Interpretato da Brenton Thwaites e doppiato in Italiano da Mirko Cannella.[14] È un gentile principe che incontra per caso Aurora nel bosco. Tra loro scocca la scintilla, ma purtroppo si rivela un amore che sta ancora sbocciando e quindi non abbastanza forte per rompere l'incantesimo.[15]
- Re Enrico: Interpretato da Kenneth Cranham e doppiato in Italiano da Omero Antonutti.[10] È il nonno materno di Aurora, era un re crudele e tirannico il suo scopo era impossessarsi della brughiera. Viene sconfitto da Malefica e, in punto di morte, promette la sua corona a chiunque uccida Malefica. Sarà questo a spingere Stefano a tradire Malefica.[16]
- Regina Leila: È la madre di Aurora, moglie di Re Stefano e figlia di Re Enrico.[2][17]

## Produzione
La parte iniziale del film è stata completamente riscritta, con l'aggiunta di scene rigirate dal regista John Lee Hancock.
Era stato offerto di produrre il film a Richard D. Zanuck, il quale però è morto prima dell'avvio della fase di produzione della pellicola.

### Regia
Nel marzo 2010, dopo l'assunzione di Linda Woolverton come sceneggiatrice del film, vari siti riportarono la notizia secondo cui Tim Burton si sarebbe dichiarato interessato a dirigere la pellicola. Tuttavia, nel maggio 2011 abbandonò la regia del film. Ciò spinse la Disney a dover scegliere un nuovo regista: David Yates fu preso in considerazione; David O. Russell entrò in trattative nel giugno 2011 per dirigere il film, senza tuttavia firmare alcun accordo; la Disney, infine, tentò di affidare la regia a Darren Aronofsky. Anche Guillermo del Toro si dichiarò interessato a dirigere il film. Nel gennaio 2012 la Disney trovò finalmente un regista: Robert Stromberg, qui alla sua prima esperienza come regista.

### Cast
Nella breve scena dell'incontro tra Malefica e l'Aurora di cinque anni, la piccola principessa è interpretata da Vivienne, figlia di Angelina Jolie e Brad Pitt. L'attrice ha rivelato che la scelta è stata quasi obbligata visto che sua figlia era l'unica bambina a non aver paura di lei con l'abito della strega; nel film compaiono anche altri due figli dell'attrice, Pax e Zahara.

### Riprese
Le riprese, iniziate il 13 giugno, sono terminate il 9 ottobre 2012 e si sono svolte nel Regno Unito, in parte nei Pinewood Studios.

## Colonna sonora
La colonna sonora del film è stata composta da Lana Del Rey.

## Promozione
Il 12 novembre 2013 viene pubblicato dalla Walt Disney il primo poster ufficiale del film, seguito dalla versione italiana.
Il primo trailer è stato diffuso il 13 novembre 2013.

## Distribuzione
La pellicola è stata distribuita nelle sale cinematografiche italiane dal 28 maggio del 2014, negli Stati Uniti a partire dal 30 maggio.

### Edizione italiana
Il doppiaggio italiano e la sonorizzazione sono stati eseguiti dalla SDI Media di Roma; la direzione del doppiaggio e i dialoghi sono a cura di Maura Vespini, con la supervisione artistica di Roberto Morville.

## Accoglienza

### Incassi
Il film ha incassato 758410378 $ in tutto il mondo contro un budget di 180 milioni, mentre in Italia è stato il quarto film con il maggiore incasso del 2014 con 14024770 €.

### Critica
Sull'aggregatore Rotten Tomatoes il film riceve il 54% delle recensioni professionali positive con un voto medio di 5,72 su 10 basato su 267 critiche; il consenso critico del sito recita: "La performance magnetica di Angelina Jolie supera gli straordinari effetti speciali di Maleficent; sfortunatamente, il film che li circonda non riesce a giustificare tutto quello sforzo impressionante". Su Metacritic ottiene un punteggio di 56 su 100, basato su 44 recensioni.

## Riconoscimenti
- 2015 – Premio Oscar
  - Candidato per i migliori costumi a Anna B. Sheppard
- 2015 – Satellite Award
  - Candidato per i migliori costumi a Anna B. Sheppard
  - Candidato per la miglior scenografia a Dylan Cole, Frank Walsh, Gary Freeman
- 2015 – People's Choice Awards
  - Film preferito dal pubblico
  - Miglior film per famiglie
  - Candidato per la miglior attrice a Angelina Jolie
  - Candidato per la miglior attrice d'azione a Angelina Jolie
- 2015 – Saturn Award[36]
  - Candidato per il miglior film fantasy
  - Candidato per la miglior attrice a Angelina Jolie
  - Candidato per il miglior attore o attrice emergente a Elle Fanning
  - Candidato per i migliori costumi a Anna B. Sheppard
- 2015 – Kids' Choice Awards[37]
  - Miglior antagonista a Angelina Jolie
  - Candidato per il film preferito dell'anno
  - Candidato per l'attrice cinematografica preferita a Angelina Jolie
  - Candidato per l'attrice cinematografica preferita a Elle Fanning
- 2015 – Broadcast Film Critics Association
  - Candidato per i migliori costumi a Anna B. Sheppard
  - Candidato per il miglior trucco
- 2015 – Phoenix Film Critics Society
  - Candidato per il miglior film per famiglie
  - Candidato per il migliori costumi a Anna B. Sheppard
- 2015 – VES Awards
  - Candidato per i miglior effetti visivi in un film
  - Candidato per la miglior performance di un personaggio in computer grafica
- 2015 – Young Artist Awards[38]
  - Candidato per la miglior performance in un film - Giovane attrice protagonista per Elle Fanning
- 2014 – Golden Trailer Awards
  - Miglior trailer fantasy/avventura
  - Candidato per il miglior spot Tv fantasy/avventura
  - Candidato per la miglior musica in uno spot Tv per Once Upon a Dream di Lana Del Rey
- 2014 – Critics' Choice Awards
  - Candidato per il miglior trucco
- 2014 – Teen Choice Awards
  - Candidato per il miglior film
  - Candidato per la miglior attrice d'azione a Angelina Jolie
  - Candidato per la miglior attrice d'azione a Elle Fanning
- 2014 – Hollywood Film Awards
  - Miglior scenografia a Dylan Cole e Gary Freeman
- 2014 – Heartland Film Festival
  - Miglior film a Robert Stromberg
- 2014 – Nickelodeon Mexico Kids' Choice Awards	
  - Candidato per il film preferito dal pubblico
- 2014 – British Academy Children's Awards	
  - Candidato per il miglior film
  - Candidato per il film preferito dal pubblico
- 2015 – Costume Designers Guild Awards
  - Candidato per i migliori costumi per un film fantasy a Anna B. Sheppard

## Sequel
Nel giugno 2015 la Disney annuncia di aver messo in cantiere il seguito del film, che vedrà nuovamente Linda Woolverton alla sceneggiatura. Nell'agosto 2017 però viene ingaggiato Jez Butterworth per riscrivere il copione, che però alla fine vedrà accreditati Linda Woolverton, Micah Fitzerman-Blue e Noah Harpster. I produttori saranno Joe Roth e Angelina Jolie.
Nell'ottobre 2017, la Disney annuncia che la regia del sequel è stata affidata a Joachim Rønning, mentre nel gennaio 2018 viene comunicato che l'inizio delle riprese è fissato per il 16 aprile 2018 a Londra, e dureranno all'incirca quattro mesi. Il 17 aprile 2018 viene annunciato che Ed Skrein sarà l'antagonista del film, e successivamente si uniscono al cast anche Michelle Pfeiffer, Chiwetel Ejiofor e Jenn Murray. Le riprese del sequel iniziano il 29 maggio 2018; il giorno successivo viene annunciato l'intero cast, in cui fanno ritorno Sam Riley, Imelda Staunton, Juno Temple e Lesley Manville già presenti nel primo capitolo, mentre Robert Lindsay e Harris Dickinson sono le novità. Nel luglio 2018 viene fissata la data di uscita al 29 maggio 2020.
Nel marzo 2019 viene diffuso il primo poster del sequel col titolo Maleficent - Signora del male, mentre la data di uscita viene anticipata al 18 ottobre 2019.